# Elipsă (lingvistică)
În lingvistică și în retorică, termenul elipsă (< fr  ellipse <greacă  ἔλλειψις elleipsis „lipsă a unui cuvânt”) denumește absența unui cuvânt sau a unei sintagme dintr-o propoziție, ori a unei propoziții dintr-o frază. În unele cazuri, entitatea care lipsește ar fi necesară pentru ca propoziția sau fraza să fie corectă, ori ca exprimarea gândirii să fie completă, dar în numeroase cazuri nu provoacă incorectitudine. Aceasta este definiția cea mai largă a elipsei, folosită în lingvistică.
Din punctul de vedere al modului de înțelegere a ceea ce este omis prin elipsă, în lingvistică există de asemenea o interpretare în sens larg, considerându-se că este vorba de elipsă în următoarele cazuri:
- Elipsa este contextuală, adică înțelegerea ei este posibilă datorită contextului discursiv oral sau scris. Acest lucru este posibil în două feluri:
  - Entitatea care lipsește (în paranteze drepte în exemple) este subînțeleasă datorită faptului că este prezentă în contextul discursiv, uneori în aceeași propoziție sau frază, alteori în afara acesteia, de pildă într-un dialog:
    - înaintea elipsei: – Ți-ai dat seama? – Mi-am dat [seama][3], Atunci iepurele sare și dracul [sare] după el (Ion Creangă)[4];
    - după elipsă: hu  Anna a könyvet [olvasta a kertben], Péter pedig a levelet olvasta a kertben literal „Anna cartea [citea în grădină], iar Péter scrisoarea citea în grădină”[5].

  - Elipsa se înțelege din contextul discursiv fără să fi fost exprimată anterior sau să urmeze a fi exprimată: El, cu multă blândețe: – Ai venit? – elipsă a sintagmei îi spuse sau îi zise[3].
- Elipsa este situațională, adică entitatea care lipsește reiese din situația de comunicare. Elemente ale situației pot fi locul în care se află participanții la comunicare și scopul pentru care sunt acolo. De pildă, dacă se află într-o stație de autobuz, este suficient ca unul dintre aceștia să spună ru  Идёт Idiot „Vine” în loc de Идёт автобус Idiot avtobus „Vine autobuzul”[6].

Alți autori consideră elipsa într-un sens mai restrâns, eliminând din definirea ei subînțelegerea, adică prezența entității omise în altă parte a contextului discursiv, și dând acestei forme de omitere denumirea din retorică „brahilogie”.
În retorică se tratează și alte omiteri care nu sunt denumite cu termenul „elipsă”, ci cu termenii „asindet”, „zeugmă” și „aposiopeză”.
Unii autori menționează că studiul elipsei a atins un nivel nesatisfăcător la sfârșitul secolului al XX-lea, dar și la începutul celui de-al XXI-lea, și că necesită cercetări suplimentare, cea mai mare piedică în studierea ei fiind diversitatea terminologiei și a interpretărilor ei în lingvistică și în retorică.
În acest articol, elipsa este interpretată în sens larg.

## Cauzele elipsei
Cauzele din care există elipse sunt diverse.
Elipsa poate fi o abatere de la regulile limbii. La unii vorbitori nativi este provocată de unele disfuncții ale creierului. Astfel sunt diferite forme de afazie, cauzate de leziuni. Mai poate fi vorba, la vorbitori obișnuiți, fără disfuncții ale creierului, de abatere din necunoașterea regulilor, mai ales la cei cu altă limbă maternă decât cea în cauză.
Motivația elipsei decurge mai ales din una din tendințele generale ale limbii, cea a economiei, mai ales în vorbire. După unii autori, tendința exprimării eliptice se accentuează începând cu a doua jumătate a secolului al XX-lea. Datorită acestei tendințe se produc elipse prin scurtarea unor sintagme și propoziții, rezultând cuvinte și expresii care preiau sensul întregii entități de origine. Astfel este cuvântul mobil, prin elipsa [telefon] mobil, sau expresia pe cuvânt, prin elipsa pe cuvânt [de onoare].
Tot din motive de economie, elipsa se produce pentru eliminarea redundanței cauzate de repetarea unor entități, de exemplu în dialoguri. Astfel, în răspunsurile la întrebări parțiale se exprimă de obicei numai partea cerută de cuvântul interogativ:
ro  – Cine a venit? – Mama [a venit];
fr  – Où est-il ? – [Il est] chez sa mère „– Unde e? – [E] la maică-sa”;
en  – Where are you going? – [I am going] to town „– Unde mergi? – [Merg] în oraș”;
hu  – Hol van az újság? – Itt [van az újág] „– Unde e ziarul? – Aici [e ziarul]”.
Uneori, elipsa este chiar impusă de regulile limbii. De exemplu, în limbile de mai jos se omite obligatoriu subiectul cuvânt aparte la modul imperativ, dacă nu se insistă asupra persoanei gramaticale a destinatarului enunțului:
ro  Nu mâncați prea mult!;
fr  Venez demain ! „Veniți mâine!”;
en  Go home! „Du-te/Duceți-vă acasă!”.

## Tipuri de elipsă
În afară de punctul de vedere al modului de a înțelegere ceea ce este omis prin elipsă, care o împarte în contextuală și situațională, elipsa mai poate fi tratată și din alte perspective: gramaticală, lexicală și stilistică. De multe ori, o aceeași elipsă poate fi privită din mai mult de un punct de vedere. Bunăoară, în Atunci iepurele sare și dracul [sare] după el (Creangă), elipsa este în același timp gramaticală, pentru că se omite predicatul din a doua propoziție a frazei, și stilistică, pentru că această omitere conferă dinamism frazei.

### Elipsa gramaticală
În perspectivă gramaticală, elipsa este interpretată în modul cel mai larg. Din punct de vedere sintactic constă în omiterea oricărei părți constitutive a propoziției: părți de propoziție exprimate prin diferite părți de vorbire, și cuvinte gramaticale. Elipsa poate fi și morfologică, de pildă când se omite o parte a unei forme verbale compuse. Există elipse gramaticale analoge în mai multe limbi, însă și unele care sunt posibile într-o limbă, dar nu și în alta.
În limbile în care subiectul poate fi exprimat, cel puțin la anumite forme modale și temporale, numai prin desinențele verbului, subiectul exprimat prin cuvânt aparte se omite nu numai la imperativ, ci în general și atunci când persoana gramaticală nu este scoasă în evidență. Exemple:
ro  [Noi] mergem la plimbare;
it  [Io] lavoro „(Eu) lucrez”;
hu  [Te] jól beszélsz magyarul „[Tu] vorbești bine ungurește”;
BCMS Što [ti] činiš danas? „[Tu] ce faci astăzi?”.
Și în limbi în care subiectul trebuie în general exprimat prin cuvânt aparte, precum franceza, pronumele personal subiect este uneori omis pentru eliminarea redundanței, când sunt juxtapuse mai multe propoziții cu același subiect: II court, [il] saute, [il] trépigne, [il] hurle „(El) aleargă, sare, se agită, urlă”.
După unii autori, tot de elipsa subiectului este vorba când două verbe au același subiect, și al doilea este exprimat printr-o formă verbală nepersonală, în cazul unor limbi în care asemenea construcții sunt frecvente și în general obligatorii, ex. en  Louise stopped smoking „Louise a încetat să mai fumeze”.
Subiectul poate lipsi și când elipsa este permisă de situația de comunicare. De pildă, când participanții la comunicare sunt într-o gară și așteaptă un tren, un vorbitor poate spune destinatarului comunicării ru  Вот идёт Vot idiot „Vine” în loc de Вот идёт поезд Vot idiot poezd „Vine trenul”.
Predicatul verbal poate fi omis total sau parțial tot pentru evitarea redundanței:
ro  El s-a ascuns în casă, iar ea [s-a ascuns] în grădină;
– Ai mâncat? – Am [mâncat];
Au cântat și [au] dansat toată noaptea;
fr  Chacun prend ce qui lui tombe sous la main : Jacques [prend] une pioche, Charles [prend] une fourche et Étienne [prend] un gros caillou „Fiecare ia ce-i cade în mână: Jacques [ia] un târnăcop, Charles [ia] o furcă, iar Étienne [ia] un pietroi”;
en  Caroline plays the flute and Louise [plays] the piano „Caroline cântă la flaut, iar Louise [cântă] la pian”;
ru  Дайте мне две пятёрки, а я вам [дам] десятку Daite mne dve piatiorki, a ia vam [dam] desiatku „Dați-mi două bancnote de cinci ruble, iar eu vă dau una de zece” (este omis predicatul în a doua propoziție);
hu  Péter négy könyvet olvasott, Anna meg hatot [olvasott] „Péter a citit patru cărți, iar Anna [a citit] șase”.
În maghiară, la o întrebare cu predicatul prevăzut cu un prefix, se poate răspunde afirmativ și numai cu prefixul, ex. – Felvetted az új bundádat? – Fel[vettem] „– Ți-ai îmbrăcat blana cea nouă? – Da”.
În cazul predicatului nominal, se poate omite numele predicativ: ro  – Era trist? – Era [trist], El este trist, iar ea o să fie [tristă].
Verbul copulativ poate fi de asemenea omis:
ro  El era vesel, iar ea [era] tristă;
fr  Tu seras dame, et moi [je serai] comte „Tu vei fi doamnă, iar eu [voi fi] conte” (Victor Hugo).
În limba rusă, verbul copulativ быть bît' „a fi” este în general omis obligatoriu la indicativ prezent: Моя мать врач Moia mat' vraci „Mama mea e medic”. În limba maghiară, verbul corespunzător este omis obligatoriu numai la indicativ prezent, persoana a III-a, în afară de cazul când este scos în evidență: Péter tanár „Péter e profesor”.
Poate lipsi și întreg predicatul nominal, ex. hu  A könyv nagyon [unalmas volt], a levél viszont csak kissé unalmas volt „Cartea [a fost] foarte [plictisitoare], însă scrisoarea a fost doar puțin plictisitoare”.
Complementele pot lipsi de asemenea:
ro  Azi am pictat [un tablou];
fr  Je partirai avec [votre permission] ou sans votre permission „Voi pleca cu [permisiunea] sau fără permisiunea dumneavoastră”;
en  It’s your turn to deal [the cards] „E rândul tău să împarți [cărțile]”;
ru  Да, мне нравилась девушка в белом, / А теперь я люблю [девушку] в голубом Da, mne nravilas' devușka v belom, / A teper' liubliu [devușku] v golubom literal „Da, îmi plăcea fata în alb, / Dar acum iubesc [fata] în albastru” (Serghei Esenin).
hu  Adjon Isten [jó napot]! „Să dea Dumnezeu [o zi bună]!”
Uneori lipsește atributul adjectival: unde nu dă o căldură [grozavă] ca aceea (Creangă).
Poate lipsi și substantivul determinat de un atribut:
fr  le plus beau [tango] de tous les tangos du monde „cel mai frumos [tangou] dintre toate tangourile din lume”.
ru  1я Конная [армия] 1ia Konnaia [armiia] „Armata I de cavalerie”.
În română poate lipsi o parte dintr-o locuțiune prepozițională sau întreaga locuțiune: în afară de mine și [de] tine, în afara mea și a [în afara] ta.
În franceză poate lipsi prepoziția din unele complemente circumstanțiale, ex. [à] la veille du débarquement „în ajunul debarcării”.
În maghiară poate fi omisă o postpoziție, echivalenta prepoziției: Anna a könyv [alatt], Péter pedig a levél alatt talált egy kulcsot „Anna [sub] carte, iar Péter sub scrisoare a găsit o cheie”.
O conjuncție poate fi de asemenea omisă. De exemplu, conjuncția că și corespondentele ei poate fi eliminată în unele limbi pentru evitarea repetării sale:
ro  I-am spus că plec, dar [că] mă întorc repede;
fr  Elle passa dans la chambre de Jacques s'assurer que celui-ci dormait et [qu'il] ne s'était pas découvert „(Ea) trecu în camera lui Jacques să se asigure că acesta doarme și [că] nu s-a dezvelit”.
În alte limbi, corespondenta acestei conjuncții se omite facultativ și când nu se repetă:
en  I think (that) you are ill „Cred că ești bolnav”;
hu  Úgy hallottam, (hogy) már lehet a piacon kapni cseresznyét „Am auzit că se găsesc deja cireșe la piață”.
În franceză sunt locuțiuni conjuncționale din care trebuie omisă prima parte atunci când s-ar repeta, ex. J’avais un horaire des bus périmé, si bien que j’ai raté le dernier bus et [si bien] que j’ai dû rentrer à pied „Aveam un orar al autobuzelor expirat, așa că am pierdut ultimul autobuz și a trebuit să merg acasă pe jos”.
Poate lipsi și o propoziție dintr-o frază sau dintr-un dialog:
ro  [Ce bine ar fi] de-aș ajunge mai degrabă la târg, zise Prepeleac (Creangă);
ru  – Вы очень изменились. – Разве [мы очень изменились]? – Vî ocen' izmenilis' – Razve [mî ocen' izmenilis'] „– V-ați schimbat foarte mult. – Oare [ne-am schimbat foarte mult]?”;
hu  Úgy szaladgál, mint [ahogy az szaladgál,] aki elvesztette a fejét „Aleargă ca și cum și-ar fi pierdut capul” lit. „Așa aleargă, ca [cum acela aleargă,] care și-a pierdut capul”;
BCMS Hodali smo [tako da smo stavljali] nogu pred nogu lit. „Mergeam [astfel încât puneam] picior înainte de picior”.
Un caz aparte este cel al stilului numit telegrafic, în care elipsa se practică în scris. A apărut în telegramele propriu-zise. În acest stil se omite subiectul și în limbi în care exprimarea subiectului prin cuvânt aparte este în majoritatea cazurilor obligatorie:
fr  Arriverons demain „Sosim mâine”;
en  Arriving tomorrow „Sosesc/Sosim mâine”.
Apare în franceză și în mica publicitate, în documente oficiale sau în jurnale intime, uneori și cu omiterea verbelor auxiliare:
[Je] Rech. urgent 100 à 120 m2 / Paris. [Je] Préfère 5e, 6e, 7e, 14e [arrondissements] „Caut urgent 100-120 m2 / Paris. Prefer [arondismentele] 5, 6, 7, 14”;
[Il] A donné en toutes circonstances l'exemple du sang-froid et du courage „A dat în toate împrejurările pildă de sânge rece și de curaj” (propoziție dintr-o citare pe ordin de zi în armată);
Hier [j'ai] passé la journée dans la belle grange „Ieri [am] petrecut ziua în șopronul cel frumos” (Julien Green).
În limba română, o elipsă de acest fel pătrunde și în vorbire, ceea ce nu este recomandat de standard, de pildă în limbajul comercial-administrativ: douăzeci [de] pagini, o sută [de] lei.

### Elipsa lexicală
Astfel este numită elipsa ce rezultă din reducerea unor sintagme și propoziții. În urma acestei reduceri rămân cuvinte și expresii cu formă fixă care preiau sensul întregii sintagme, respectiv propoziții. În unele cazuri, partea redusă a ieșit din uz, altele se folosesc în paralel cu entitatea de origine, eventual în manifestări diferite ale limbii: orală și scrisă, limbaj oficial și registru de limbă curent etc.
Exemple de reduceri de sintagme, din care rezultă cuvinte:
ro  [pătlăgea] vânătă;
fr  un [bureau de] tabac „un [debit de] tutun”;
ru  прилагательное prilagatel'noe „adjectiv” lit. „de adăugat” < имя прилагательное imia prilagatel'noe lit. „nume de adăugat”;
hu  mobil[telefon] „[telefon] mobil”.
Exemple de reduceri de propoziții, din care rezultă saluturi, formule de politețe, urări și alte expresii cu formă fixă:
ro  de când [e] lumea;
fr  Adieu! „Adio!” < Je vous recommande à Dieu „Vă încredințez lui Dumnezeu”;
ru  [Желаю вам] доброе утро [Jelaiu vam] dobroe utro „[Vă doresc] o dimineață bună”;
hu  Csókolom [a kezét]! lit. „[Vă] sărut [mâna]!”.

### Elipsa stilistică
În retorică, elipsa este o figură de stil. În vorbirea obișnuită și în opere literare care o redau, elipsa servește deseori la exprimarea afectivității, la a da enunțului un caracter cât mai expresiv. În vorbire contribuie la aceasta elementele prozodice ale limbii (accentuarea, intonația, pauza), precum și limbajul trupului (gesturile, mimica). În scris se folosesc semne de punctuație: semnul exclamării, eventual combinat cu cel al întrebării, puncte de suspensie etc..
De pildă, negația devine mai categorică dacă este exprimată prin expresia Nici vorbă! De asemenea, o comandă devine mai categorică și exprimă totodată condescendență dacă este formulată fără predicat și cu intonație exclamativă:
ru  Шампанского! Șampanskovo! „Șampanie!” (Anton Cehov);
hu  Két kávét! „Două cafele!”
O formă de elipsă stilistică este și cea numită „în suspensie”. Poate fi folosită, de exemplu, pentru a exprima o amenințare relativ atenuată. În vorbire are o intonație urcătoare și este urmată de pauză: fr  Si tu continues à m'agacer... ! „Dacă mă mai enervezi...!”
În retorică, termenul „elipsă” se aplică numai unora dintre figurile de stil realizate prin omiterea unui cuvânt, a unei sintagme sau a unei propoziții. Altele sunt luate în seamă cu alte denumiri.
De pildă fraza în suspensie este numită în retorică „aposiopeză”.
După Dragomirescu 1995, elipsa nu include subînțelegerea unei entități exprimate în altă parte a contextului, și termenul „nu înseamnă, de fapt, «omisiune», ci o exteriorizare a ideii cu minimum de mijloace verbale, care renunță chiar la ceea ce n-ar fi inutil în construcția enunțului”. Exemple:
ro  A bătut-o rău; ea a răbdat – nici o vorbă, nici o lacrimă (Ion Luca Caragiale);
ru  Во всех окнах — любопытные, на крышах — мальчишки (Vo vseh oknah – liubopîtnîe, na krîșah – mal'cișki') „La toate ferestrele – curioși, pe acoperișuri – băieței” (Alexei Tolstoi).
Omiterea unei entități lingvistice pentru evitarea repetiției este numită „brahilogie”:
ro  De-ai aripi ți le-ascunde, de-ai nimburi de asemeni (Tudor Arghezi);
fr  Les mains cessent de prendre, les bras d'agir, les jambes de marcher lit. „Mâinile încetează să prindă, brațele să acționeze, picioarele să meargă” (Jean de La Fontaine);
ru  Дан приказ ему на запад, / Ей в другую сторону Dan prikaz emu na zapad, / Ei v druguiu storonu lit. „Lui (îi este) dat ordin (să meargă) la apus, / Ei (să meargă) în altă parte” (Mihail Isakovski) (evitarea repetării sintagmei dan prikaz).
Termenul „asindet” limitează omiterea la cea a conjuncțiilor:
ro  Trebuiră să plece, să fugă, să scape (Zaharia Stancu);
fr  Sous les sabres prussiens, ces vétérans [...] / Tremblaient, hurlaient, pleuraient, couraient lit. „Sub săbiile prusace, acești veterani [...] / Tremurau, urlau, plângeau, fugeau” (Victor Hugo);
hu  Ma még csak ittam, enni nem ettem [...] „Azi doar am băut, de mâncat n-am mâncat” (Pál Závada).
Zeugma este o omitere de entitate ce se repetă, în urma căreia entitatea rămasă preia funcția celei omise, referindu-se la mai mult de o parte de propoziție, dar în mod logic s-ar putea referi numai la una. Exemple:
ro  Iar Mihai Viteazul, după două ceasuri, / Nalță-o mânăstire și trei parastasuri (George Topârceanu);
hu  Folyók, szívek, ne féljetek „Râuri, inimi, nu vă temeți” (Endre Ady).
Dubois 2002 adaugă la definiția zeugmei că cel mai adesea se folosește cu scop ironic: fr  Napoléon était maigre et officier d'artillerie „Napoleon era slab și ofițer de artilerie”.